# Neosodon
Neosodon (Neosodon praecursor) – zauropod z grupy turiazaurów (Turiasauria); jego nazwa znaczy "nowy ząb".
Żył w okresie późnej jury (ok. 152 mln lat temu) na terenach współczesnej Europy. Jego szczątki znaleziono we Francji (w departamencie Pas-de-Calais).
Został zidentyfikowany na podstawie zębów. Długość zębów 60–80 mm, wysokość 20–35 mm.